# Great Divergence
De Great Divergence (grote kloof) is het uit elkaar groeien van industrialiserende en niet-industrialiserende samenlevingen in de negentiende eeuw. De term is afkomstig van Huntington en kreeg grotere bekendheid door Pomeranz. Er is veel discussie over de precieze oorzaken en over wanneer het proces in gang werd gezet. Duidelijk is in ieder geval dat de industriële revolutie hier een belangrijke rol in speelde en dat de economische ongelijkheid tussen de ontwikkelde en de ontwikkelingslanden sindsdien groter is dan ooit.
Een belangrijk onderdeel van de discussie is of het ontstaan van de kloof zijn oorzaken vindt binnen Europa, of juist doordat de Chinese samenleving zich halverwege de vijftiende eeuw grotendeels afsloot van het buitenland.

## Industriële revolutie

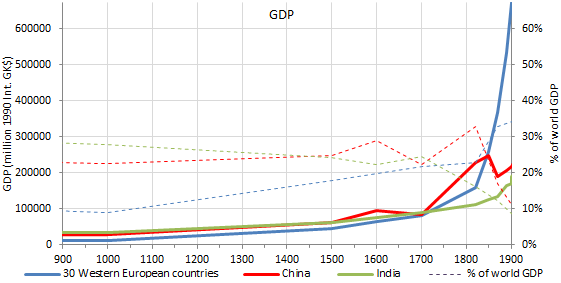
Het bruto binnenlands product (bbp) voor enkele landen volgens Maddison. Door de industriële revolutie konden enkele westerse landen de tot dan toe geldende beperkingen voor economische groei doorbreken

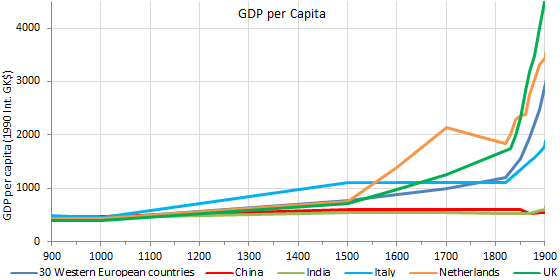
De economische groei werd tot de achttiende eeuw vooral bepaald door bevolkingsgroei, zodat de welvaart nauwelijks steeg. In het Westen kon men zich hier vanaf de Vroegmoderne Tijd aan onttrekken, waarbij vooral door de industriële revolutie een sterke stijging van de bbp per capita optrad.

Tot de achttiende eeuw waren de mogelijkheden op vele vlakken beperkt geweest tot wat men met spierkracht voor elkaar kon krijgen. Dit had beperkingen opgelegd aan de mobiliteit en economische en bevolkingsgroei. Rond 1800 leefde de overgrote meerderheid in armoede op het platteland. Economische groei werd voornamelijk veroorzaakt door bevolkingsgroei. Aan het einde van de achttiende eeuw werd dit doorbroken in een overgang die in belang slechts vergelijkbaar is met de overgang naar landbouw. De industriële revolutie maakte het mogelijk om fossiele brandstoffen te gebruiken waarmee een aantal van deze beperkingen overwonnen konden worden.
Dat de industriële revolutie uiteindelijk in het Verenigd Koninkrijk plaatsvond en niet in China dat eerder een grote ijzerindustrie had gekend, had meerdere oorzaken. Deze bestonden uit de aanwezigheid van steenkool en ijzererts, de uitbreidingen van de infrastructuur, het koloniale rijk met zijn grondstoffen en afzetmarkt en het sociale, politieke en economische klimaat na de hervormingen van de Glorious Revolution waardoor de ideeën rond eigendomsrecht veranderden.
Uit steenkool konden steenkoolcokes worden gedestilleerd waarmee de ijzerproductie sterk kon worden vergroot. Steenkool werd ook gebruikt voor de stoommachine die aanvankelijk vooral diende om waterpompen in mijnen aan te drijven. Steenkool werd daardoor steeds goedkoper en stoommachines kregen steeds meer toepassingen, onder meer in de textielindustrie en pottenbakkerijen en later ook in locomotieven en schepen.
Zo werd niet alleen de productie steeds grootschaliger en goedkoper, maar ook het transport. Waar de langeafstandshandel voorheen slechts uit luxeproducten bestond, konden prijsverschillen nu ook voor alledaagser producten worden uitgebaat, zelfs als het aan de andere kant van de wereld was. Industrialisatie in het Westen had dan ook een deïndustrialisatie tot gevolg in Azië. Zo kon het gebeuren dat India aanvankelijk de grootste textielexporteur was, maar in 1900 vooral katoen exporteerde om vervolgens textiel te importeren.

## Interne processen
De visie dat er sprake is van een interne, autonome transformatie is onder meer terug te vinden bij de socioloog Weber. Hij legde een verband met de protestantse ethiek en zag de daaruit volgende rationalisering als de drijvende kracht achter de modernisering. Rationalisering zou tot uiting komen door de steeds grotere nadruk op kennis en wetenschap ten koste van religieuze dogma's.
Niet alleen kon in dit klimaat de wetenschappelijke revolutie tot stand komen, maar ook een kapitalistische economie. Hoewel de eerste markteconomie drie tot vier eeuwen eerder in China ontstond, ontbrak in Europa door de banale revolutie een sterk centraal gezag. Waar de onderlinge strijd verlammend had kunnen werken, bleek het innovatie in de hand te werken die nodig was om te overleven. Een proces van economische, sociale en technologische veranderingen zocht zijn weg naar waar het politieke klimaat het toeliet en waar zij niet gehinderd werden door kerkelijke of politieke overheden. De nadruk verschoof dan ook van het collectief naar het individu. Onder meer Landes stelt dat dit de doorslaggevende factoren zijn die het Westen zijn voorsprong gaf. Het gefragmenteerde Europa zou al in de Late Middeleeuwen een grotere dynamiek hebben dan het centraal bestuurde China.
Het idee dat de opmars van Europa vooral een intern proces was, is al terug te vinden in het idee van de wedergeboorte of renaissance van Europa. Dit beeld is tegenwoordig genuanceerd waarbij wel gewezen wordt op het teleologische karakter. De Renaissance was niet de oorzaak, maar het gevolg van een al eerder begonnen proces van consolidatie en expansie waarbij toeval een niet onbelangrijke rol speelde.

### Aanzet
Er waren andere factoren die Europa veranderden van de periferie naar het centrum. Deze waren technologisch, militair, religieus en commercieel van aard. In de tiende eeuw was er een einde gekomen aan de invasies van Europa door Vikingen, Moren en Aziatische steppevolkeren. De hierop volgende stabiliteit had vanaf de elfde eeuw een expansiebeweging tot gevolg, wat onder meer tot uiting kwam in de Ostsiedlung. Technologische vernieuwingen op het gebied van de scheepsbouw, zeevaartkunde en wapens maakten de expansiebeweging mogelijk.

Vanaf de twaalfde eeuw was de Kerk steeds beter in staat om ideologieën en doelen te definiëren. Men begon dogma's vast te stellen om het ware geloof te definiëren. Met de ontwikkeling van de dogmatiek werd niet alleen duidelijk wat het ware geloof inhield, het maakte ook duidelijk wat hier niet mee overeenkwam. De expansiebeweging kon dan ook gecombineerd worden met een religieus motief, zoals bij de kruistochten.

Ook veranderingen op het vlak van de langeafstandshandel speelden een rol. Met de opkomst van het Ottomaanse Rijk verkreeg deze het monopolie op de handel tussen Europa en Azië. De Venetiaanse handelaren die voorheen via de Levant handel voerden met India en China kregen daardoor hoge prijzen opgelegd op handelswaar als peper. De specerijen werden letterlijk peperduur. Dit leidde tot het zoeken naar alternatieve routes over zee naar de Indische specerijengebieden en andere grote ontdekkingsreizen waardoor Amerika werd ontdekt.

### Gevolgen
Dit alles maakte dat Europa zijn rol in de marge verloor, maar maakte nog niet dat het de gehele wereld kon domineren. Er waren echter processen ingezet van commercialisering, statenvorming en proletarisering.

#### Kapitalisme
Men richtte zich niet meer vooral op zelfvoorziening, maar ook op de handel en er ontstond een nieuwe klasse van kooplieden in enerzijds handelskapitalistische en anderzijds mercantilistische samenlevingen. Het aantal zelfstandige politieke eenheden daaronder nam af van zo'n duizend rond 1300 tot enkele tientallen in 1900.

#### Militaire revolutie
Dit proces werd versterkt door de militaire revolutie die ontstond door de onderlinge concurrentiestrijd. Slechts de rijkste staten waren in staat om oorlogen op deze manier te financieren. Veel kleine staatjes werden dan ook in de loop van de tijd opgeslokt, waardoor de macht geconcentreerd raakte en de basis werd gelegd voor de moderne staten.
Het gaf Europa ook een voorsprong op de grote rijken. Hoewel de Ottomanen, de Mogols en de Qing allen delen uit de militaire revolutie overnamen, namen ze deze geen van allen in zijn geheel over. Deels omdat dit vooralsnog in hun situatie niet nodig was, deels omdat het niet mogelijk was. Zodra het echter op een confrontatie aankwam met de Europeanen bleek de achterstand vaak toch te groot. Onderling kon geen enkele Europese macht de anderen echter volledig beheersen of zelfs onderwerpen. Het was dus niet een enkel land, maar het Europese statensysteem dat de wereld zou domineren in de negentiende eeuw.

#### Arbeidersklasse
De proletarisering vond vooral plaats vanaf de industrialisatie. Deze bracht niet alleen veranderingen in het productieproces door mechanisatie, maar ook in de productieorganisatie zoals de invoering van het fabriekssysteem. Er ontstond een arbeidsmarkt waar arbeiders die zelf geen productiemiddelen bezaten om zelfstandig in hun levensonderhoud te kunnen voorzien hun arbeidskracht aanboden aan een ondernemer of fabrikant. Zelfstandige beroepsarbeid verminderde aanzienlijk, de meerderheid van de bevolking kwam in loonarbeid te werken.

## Externe processen
Pomeranz stelt juist dat Europa en China rond 1800 niet veel voor elkaar onderdeden op het gebied van dynamiek, techniek, markteconomie en kapitaal. Op dat moment was de Chinese economie nog groter dan die van Europa, terwijl ook de meeste productie in Azië plaatsvindt. Het is niet een culturele of intellectuele voorsprong die de latere Europese dominantie verklaart, maar materiële tekorten aan energie en grondstoffen. Deze schaarste gaf de aanzet om alternatieven te zoeken en daarmee voor de stoommachine waarmee de industrialisatie begon. China beschikte daarentegen over grote energie- en grondstofvoorraden, zodat de noodzaak om over te schakelen ontbrak.
Ook Wong ziet vooral deze noodzaak als de beslissende factor. Zodra de omschakeling er echter was gekomen met de industriële revolutie, bleek deze een niet snel te overbruggen achterstand op te leveren voor de centraal bestuurde Aziatische landen. Terwijl er in Europa een sterke onderlinge concurrentie was, richtte de Chinese samenleving zich op welvaart en stabiliteit, voor de Ming-dynastie eerder zelfs een reden om zich af te sluiten van buitenlandse invloeden.

### Aziatisch centrum
Volgens Frank is de westerse dominantie slechts een korte onderbreking van een lang Aziatisch tijdperk. Voor de negentiende eeuw bestond de wereld uit meerdere kernen met China als belangrijkste speler. Terwijl China, India en Zuidoost-Azië een productiesurplus hadden, gold voor Japan, Amerika, Afrika en Europa juist het tegenovergestelde. Afrika compenseerde dit door arbeid te exporteren in de vorm van slaven, terwijl Amerika dit deed met de export van grondstoffen. In 1545 werden in Potosí in Bolivië ertslagen ontdekt, die zeer rijk aan zilver waren. Dankzij nieuwe Duitse methodes om zilver te winnen konden hier grote hoeveelheden zilver gewonnen worden, tot zo'n 60% van wereldproductie. Ook in Japan werd daarna de zilverwinning opgeschroefd. Van het zilver kwam meer dan driekwart uiteindelijk in China of India terecht. Europa had niets te bieden wat men elders niet zelf kon produceren. Door echter de export van Afrika en Amerika te controleren kon het zich opwerken tot de dominante wereldmacht.
Ook Hobson zet zich af tegen Eurocentrisme en stelt zelfs dat vrijwel geen van de vernieuwingen toegeschreven kunnen worden aan Europa. Dat geldt niet alleen op technologisch vlak, maar ook politiek en economisch. Het was de islamitische wereld dat het eerste culturele en economische centrum van de Oude Wereld was. Rond 1100 nam China die rol over, vooral door het ontwikkelen van een grote industrie. Onder druk van buitenaf boog Europa de achterstand om in een voorsprong en nam de leidende rol, wat gepaard ging met racistisch imperialisme.

Hoewel deze benadering nieuwe inzichten oplevert, wordt deze ook wel als wat al te beperkt gezien.